# Flins-sur-Seine
Flins-sur-Seine is een gemeente in Frankrijk. Het ligt aan de zuidelijke, de linker oever van de Seine.
Renault heeft sinds 1952 een vestiging in Flins-sur-Seine, maar die staat voor het grootste deel in de buurgemeente Aubergenville. 

## Kaart
De onderstaande kaart toont de ligging van Flins-sur-Seine met de belangrijkste infrastructuur en aangrenzende gemeenten.

## Demografie
Onderstaande figuur toont het verloop van het inwonertal, bron: INSEE-tellingen. 

## Begraven
- Pierre de Caters 1875-1944, Belgisch luchtvaartpionier, autocoureur en bootracer